# Copa da UEFA de 1997–98
A Taça UEFA de 1997–98 foi a vigésima sétima edição da Taça UEFA, vencida pela Inter de Milão da Itália em vitória sobre o S.S. Lazio por 3-0 com gols de Zamorano, Zanetti e Ronaldo. A maior goleada da competição foi registada quando o Dundee United venceu o Club Esportiu Principat por 9-0.

## Fase de qualificação

### 1ª pré-eliminatória
| Equipe 1                | Total | Equipe 2         | 1.º jogo | 2.º jogo |
| ----------------------- | ----- | ---------------- | -------- | -------- |
| Birkirkara              | 1–4   | Spartak Trnava   | 0–1      | 1–3      |
| H. Petach-Tikva         | 3–1   | Flora            | 1–0      | 2–1      |
| Jablonec                | 8–0   | Qarabağ          | 5–0      | 3–0      |
| Dínamo Minsk            | 2–2¹  | Kolkheti         | 1–0      | 1–2      |
| Dnipro                  | 8–1   | Yerevan          | 6–1      | 2–0      |
| Odra Wodzisław          | 4–2   | Pobeda           | 3–0      | 1–2      |
| Gorica                  | 4–4²  | Oţelul Galaţi    | 2–0      | 2–4      |
| Újpest                  | 9–2   | KI               | 6–0      | 3–2      |
| Vojvodina               | 2–23  | Viking           | 0–2      | 2–0      |
| Inkaras                 | 4–7   | Brno             | 3–1      | 1–6      |
| MYPA                    | 1–4   | Apollon          | 1–1      | 0–3      |
| Daugava                 | 2–5   | Vorskla          | 1–3      | 1–2      |
| GC                      | 10–1  | Coleraine        | 3–0      | 7–1      |
| Brann                   | 4–44  | Naftex           | 2–1      | 2–3      |
| Neuchâtel Xamax         | 10–1  | Tiligul          | 7–0      | 3–1      |
| Club Esportiu Principat | 0–17  | Dundee United    | 0–8      | 0–9      |
| Grevenmacher            | 1–6   | Hrvatski Split   | 1–4      | 0–2      |
| Inter Cardiff           | 0–8   | Celtic           | 0–3      | 0–5      |
| Bohemian                | 0–6   | Ferencváros      | 0–1      | 0–5      |
| KR                      | 4–1   | Dinamo București | 2–0      | 2–1      |

¹ Dínamo Minsk venceu com gol marcado fora de casa.
² Gorica venceu com gol marcado fora de casa.
3 Viking venceu por 5-4 nos penalties.
4 Brann venceu com gol marcado fora de casa.

### 2ª pré-eliminatória
| Equipe 1        | Total | Equipe 2        | 1.º jogo | 2.º jogo |
| --------------- | ----- | --------------- | -------- | -------- |
| Jablonec        | 1–1¹  | Örebro          | 1–1      | 0–0      |
| Rotor           | 6–3   | Odra Wodzisław  | 2–0      | 4–3      |
| Dinamo Minsk    | 0–3   | Lillestrøm      | 0–2      | 0–1      |
| Alania          | 6–2   | Dnipro          | 2–1      | 4–1      |
| Gorica          | 3–8   | Club Brugge     | 3–5      | 0–3      |
| Trabzonspor     | 2–1   | Dundee United   | 1–0      | 1–1      |
| Helsingborgs    | 1–1²  | Ferencváros TC  | 0–1      | 1–0      |
| Újpest          | 2–3   | AFG             | 0–0      | 2–3      |
| Rapid Wien      | 6–3   | Brno            | 6–1      | 0–2      |
| GC              | 3–2   | Brann           | 3–0      | 0–2      |
| PAOK            | 6–3   | Spartak Trnava  | 5–3      | 1–0      |
| Hajduk Split    | 5–2   | Malmö FF        | 3–2      | 2–0      |
| Anderlecht      | 4–0   | Vorskla         | 2–0      | 2–0      |
| Neuchâtel Xamax | 4–2   | Viking          | 3–0      | 1–2      |
| Vejle           | 0–1   | H. Petach-Tikva | 0–0      | 0–1      |
| Apollon         | 0–3   | Mouscron        | 0–0      | 0–3      |
| Wacker          | 5–7   | Celtic          | 2–1      | 3–6      |
| KR              | 1–3   | OFI             | 0–0      | 1–3      |

¹ Jablonec venceu com gol marcado fora de casa.
² Ferencváros venceu por 4-3 nos penalties.

## Primeira fase
| Equipe 1           | Total | Equipe 2        | 1.º jogo | 2.º jogo |
| ------------------ | ----- | --------------- | -------- | -------- |
| Slavia Mozyr       | 1–2   | Dinamo Tbilisi  | 1–1      | 1–0      |
| Rotor              | 6–1   | Örebro          | 2–0      | 4–1      |
| Jazz               | 1–7   | 1860 München    | 0–1      | 1–6      |
| Beitar Jerusalem   | 2–4   | Club Brugge     | 2–1      | 0–3      |
| Maribor            | 2–10  | Ajax            | 1–1      | 1–9      |
| Trabzonspor        | 5–6   | Bochum          | 2–1      | 3–5      |
| Widzew             | 1–3   | Udinese         | 1–0      | 0–3      |
| Karlsruher         | 3–2   | Anorthosis      | 2–1      | 1–1      |
| Red Bull           | 6–7   | Anderlecht      | 4–3      | 2–4      |
| MTK                | 4–1   | Alania          | 3–0      | 1–1      |
| Sion               | 2–3   | Spartak Moskva  | 0–1      | 2–2      |
| Steaua             | 2–1   | Fenerbahçe      | 0–0      | 2–1      |
| Twente             | 2–2¹  | Lillestrøm      | 0–1      | 2–1      |
| PAOK               | 2–1   | Arsenal         | 1–0      | 1–1      |
| Mouscron           | 1–6   | Metz            | 0–2      | 1–4      |
| AGF                | 3–2   | Nantes          | 2–2      | 1–0      |
| Dinamo Zagreb      | 9–4   | GC              | 4–4      | 5–0      |
| Lyon               | 7–3   | Brøndby         | 4–1      | 3–2      |
| Schalke 04         | 5–2   | Hajduk Split    | 2–0      | 3–2      |
| Bastia             | 1–0   | Benfica         | 1–0      | 0–0      |
| Sampdoria          | 1–4   | Athletic        | 1–2      | 0–2      |
| Bordeaux           | 0–1   | Aston Villa     | 0–0      | 0–1      |
| Rapid Wien         | 2–1   | H. Petach-Tikva | 1–0      | 1–1      |
| OFI                | 4–2   | FTC             | 3–0      | 1–2      |
| Internazionale     | 4–0   | Neuchâtel Xamax | 2–0      | 2–0      |
| Deportivo          | 1–2   | Auxerre         | 1–2      | 0–0      |
| Valladolid         | 2–1   | Skonto          | 2–0      | 0–1      |
| Strasbourg         | 4–2   | Rangers         | 2–1      | 2–1      |
| Celtic             | 2–2²  | Liverpool       | 2–2      | 0–0      |
| Vitesse            | 2–3   | Braga           | 2–1      | 0–2      |
| Atlético de Madrid | 4–1   | Leicester       | 2–1      | 0–2      |
| Vitória SC         | 1–6   | Lazio           | 0–4      | 1–2      |

¹ Twente venceu com gol marcado fora de casa.
² Liverpool venceu com gol marcado fora de casa.

## Segunda fase
| Equipe 1           | Total | Equipe 2       | 1.º jogo | 2.º jogo |
| ------------------ | ----- | -------------- | -------- | -------- |
| Spartak Moscou     | 4–1   | Valladolid     | 2–0      | 2–1      |
| Rotor              | 0–3   | Lazio          | 0–0      | 0–3      |
| AGF                | 1–1¹  | Twente         | 1–1      | 0–0      |
| Braga              | 5–0   | Dinamo Tbilisi | 4–0      | 1–0      |
| MTK                | 1–2   | Dínamo Zagreb  | 1–0      | 0–2      |
| Club Brugge        | 2–4   | Bochum         | 1–0      | 1–4      |
| Steaua             | 3–3²  | Bastia         | 1–0      | 2–3      |
| Metz               | 1–3   | Karlsruher     | 0–2      | 1–1      |
| Ajax               | 2–23  | Udinese        | 1–0      | 1–2      |
| Auxerre            | 5–4   | OFI            | 3–1      | 2–3      |
| Internazionale     | 4–3   | Lyon           | 1–2      | 3–1      |
| Schalke 04         | 3–1   | Anderlecht     | 1–0      | 2–1      |
| Strasbourg         | 3–2   | Liverpool      | 3–0      | 0–2      |
| Athletic           | 1–2   | Aston Villa    | 0–0      | 1–2      |
| Atlético de Madrid | 9–6   | PAOK           | 5–2      | 4–4      |
| Rapid Wien         | 4–2   | 1860 München   | 3–0      | 1–2      |

¹ Twente venceu com gol marcado fora de casa.
² Steaua venceu com gol marcado fora de casa.
3 Ajax venceu com gol marcado fora de casa.

## Terceira fase
| Equipe 1      | Total | Equipe 2           | 1.º jogo | 2.º jogo |
| ------------- | ----- | ------------------ | -------- | -------- |
| Twente        | 0–3   | Auxerre            | 0–1      | 0–2      |
| Karlsruher    | 0–1   | Spartak Moskva     | 0–0      | 0–1      |
| Steaua        | 2–3   | Aston Villa        | 2–1      | 0–2      |
| Rapid Wien    | 0–3   | Lazio              | 0–2      | 0–1      |
| Dinamo Zagreb | 1–2   | Atlético de Madrid | 1–1      | 0–1      |
| Strasbourg    | 2–3   | Internazionale     | 2–0      | 0–3      |
| Ajax          | 6–4   | Bochum             | 4–2      | 2–2      |
| Braga         | 0–2   | Schalke 04         | 0–0      | 0–2      |

## Fases finais

### Mata-mata
|  | Quartas-de-final | Quartas-de-final | Quartas-de-final   | Quartas-de-final | Quartas-de-final |   |                     | Semifinais     | Semifinais | Semifinais | Semifinais | Semifinais |  |  | Final  | Final | Final | Final | Final |
|  |                  |                  |                    |                  |                  |   |                     |                |            |            |            |            |  |  |        |       |       |       |       |
|  | Itália           | Lazio            | 1                  | 2                | 3                |   |                     |                |            |            |            |            |  |  |        |       |       |       |       |
|  | França           | Auxerre          | 0                  | 2                | 2                |   |                     |                |            |            |            |            |  |  |        |       |       |       |       |
|  | França           | Auxerre          | 0                  | 2                | 2                |   | Itália              | Lazio          | 1          | 0          | 1          |            |  |  |        |       |       |       |       |
|  |                  |                  |                    |                  |                  |   | Itália              | Lazio          | 1          | 0          | 1          |            |  |  |        |       |       |       |       |
|  |                  | Espanha          | Atlético de Madrid | 0                | 0                | 0 |                     |                |            |            |            |            |  |  |        |       |       |       |       |
|  | Espanha          | Espanha          | Atlético de Madrid | 0                | 0                | 0 | Atlético de Madrid¹ | 1              | 1          | 2          |            |            |  |  |        |       |       |       |       |
|  | Espanha          |                  |                    |                  |                  |   | Atlético de Madrid¹ | 1              | 1          | 2          |            |            |  |  |        |       |       |       |       |
|  | Inglaterra       | Aston Villa      | 0                  | 2                | 2                |   |                     |                |            |            |            |            |  |  |        |       |       |       |       |
|  |                  |                  |                    |                  |                  |   |                     |                |            |            |            |            |  |  | Itália | Lazio | -     | 0     | 0     |
|  |                  |                  | Itália             | Internazionale   | -                | 3 | 3                   |                |            |            |            |            |  |  |        |       |       |       |       |
|  | Países Baixos    | Ajax             | 1                  | 0                | 1                |   |                     |                |            |            |            |            |  |  |        |       |       |       |       |
|  | Rússia           | Spartak Moskva   | 3                  | 1                | 4                |   |                     |                |            |            |            |            |  |  |        |       |       |       |       |
|  | Rússia           | Spartak Moskva   | 3                  | 1                | 4                |   | Rússia              | Spartak Moskva | 1          | 1          | 2          |            |  |  |        |       |       |       |       |
|  |                  |                  |                    |                  |                  |   | Rússia              | Spartak Moskva | 1          | 1          | 2          |            |  |  |        |       |       |       |       |
|  |                  | Itália           | Internazionale     | 2                | 2                | 4 |                     |                |            |            |            |            |  |  |        |       |       |       |       |
|  | Itália           | Itália           | Internazionale     | 2                | 2                | 4 | Internazionale      | 1              | 1          | 2          |            |            |  |  |        |       |       |       |       |
|  | Itália           |                  |                    |                  |                  |   | Internazionale      | 1              | 1          | 2          |            |            |  |  |        |       |       |       |       |
|  | Alemanha         | Schalke 04       | 0                  | 1                | 1                |   |                     |                |            |            |            |            |  |  |        |       |       |       |       |

¹ Atlético de Madri venceu com gol marcado fora de casa.

## Final

### Único Jogo
O único jogo, ocorreu no Estádio Parc des Princes.
| 6 de maio de 1998 | Lazio | 0 – 3     | Internazionale                           | Estádio Parc des Princes, Paris    |
|                   |       | Relatório | Zamorano 05' · Zanetti 60' · Ronaldo 70' | Árbitro: Antonio Jesus Lopez Nieto |

## Campeão
| Copa da UEFA de 1997-98    |
| Itália                     |
| -------------------------- |
| Internazionale (3º título) |